# Ларсен, Эйрик Верос
Э́йрик Ве́рос Ла́рсен (норв. Eirik Verås Larsen, 26 марта 1976, Флеккефьорд) — норвежский гребец-байдарочник, двукратный олимпийский чемпион, многократный чемпион мира и Европы.

## Биография
Эйрик Верос Ларсен начал заниматься греблей на байдарке в десятилетнем возрасте. Первоначально он занимался в гребной клубе родного Флеккефьорда, где его тренером стал Олаф Сёйланн, который в 1970-х годах дважды становился чемпионом мира. В 1995 году Ларсен переехал в Осло, где тренировался с легендарным гребцом Кнутом Хольманном.
В 2000 году норвежец стал чемпионом Европы в парной байдарке (вместе с Нильсом Олавом Фьельдхеймом). Этот успех позволил  их дуэту получить специальное приглашение на Олимпиаду в Сиднее, где норвежский дуэт стал девятым на километровой дистанции.
В 2001 году на мировом первенстве в Познани Ларсен впервые стал чемпионом мира. Следующие несколько лет норвежец был одним из сильнейших байдарочников мира на дистанции 1000 метров как в личном, как и в парном разряде.
На Олимпиаде в Афинах Ларсен с двухсекундным перевесом выиграл индивидуальные соревнования байдарочников, а час спустя после победы, в паре с Фьельдхеймом завоевал бронзовую награду. В Пекине Ларсен стал вторым на километровой дистанции, а на дистанции в два раза короче остановился в шаге от медали, финишировав четвёртым.
В 2009 году Эйрик Верос Ларсен решил не выступать в одиночной гребле, а сфокусироваться на парных выступлениях с новым партнёром Якобом Норенбергом. Норвежский дуэт выиграл чемпионат Европы 2009, но по окончании сезона Ларсен принял решение приостановить активную спортивную карьеру.
В конце 2010 года норвежец объявил о возвращении в большой спорт, стал активно выступать в 2011 году. На своей четвёртой Олимпиаде Ларсен не остался без медали, став сильнейшим в одиночной гребле на километровой дистанции.